# Semur-en-Vallon
Semur-en-Vallon là một xã trong tỉnh Sarthe ở tây bắc nước Pháp. Xã này nằm ở khu vực có độ cao từ 104-184 mét trên mực nước biển.